# Fabrício Neis
Fabrício Neis (nascido em 15 de junho de 1990) é um ex-jogador brasileiro de tênis profissional. Na carreira de simples, o posto mais alto veio em 13 de maio de 2013, quando chegou ao número 449 do ranking mundial da ATP. Já nas duplas, em 03 de setembro de 2016, alcançou o número 96.

## Trajetória Esportiva

### 2016
Em 2016, o gaúcho Fabricio Neis conquistou seu primeiro título de duplas de ATP Challanger Tour ao lado do também brasileiro Caio Zampieiri em torneio que foi realizado em São Paulo. Ainda em 2016, Neis ganhou mais dois títulos da categoria, além desses três títulos, ele ainda fez outras quatro finais no ano. Também em 2016, Neis joga e vence seu primeiro jogo em nível ATP Tour em Umag, ao lado do português Gastão Elias. Outro grande feito do gaúcho em 2016 foi a conquista do melhor ranking da carreira em duplas, alcançando o número 96º em 03 de setembro.

### 2017
Assim como em 2016, Neis alcança sete finais de duplas de ATP Challanger Tour e como no ano anterior, vence três títulos, todos ao lado do argentino Máximo Gonzalez. Outro feito importante do gaúcho no ano foram os três jogos feitos na ATP Tour, sendo dois realizados no Brasil (Brasil Open e Rio Open), ambos ao lado do carioca João Olavo Souza.

## Ranking
- Atual ranking de simples: Não tem
- Melhor ranking de simples: 449º (13 de maio de 2013)
- Atual ranking de duplas: 138º
- Melhor ranking de duplas: 96º (03 de setembro de 2016)

## ATP Challenger Tour

### Duplas: Finais: 19 (6-13)
| Finais por piso |
| --------------- |
| Duro (0–0)      |
| Saibro (6–13)   |
| Grama (0–0)     |
| Carpete (0–0)   |

| Resultado | No. | Data                   | Torneio                         | Superfície | Parceiro            | Oponente                                  | Placar               |
| Finalista | 1.  | 25 de setembro de 2011 | Campinas, Brasil                | Saibro     | João Pedro Sorgi    | Marcel Felder Caio Zampieri               | 5–7, 4–6             |
| Finalista | 2.  | 14 de abril de 2013    | Itajaí, Brasil                  | Saibro     | Guilherme Clezar    | James Duckworth Pierre-Hugues Herbert     | 5–7, 2–6             |
| Finalista | 3.  | 20 de setembro de 2014 | Campinas, Brasil                | Saibro     | André Ghem          | Facundo Bagnis Diego Schwartzman          | 6–7(4-7), 7-5, 7-10  |
| Finalista | 4.  | 26 de setembro de 2015 | Campinas, Brasil                | Saibro     | Guilherme Clezar    | Andrés Molteni Hans Podlipnik             | 6-3, 2-6, 0-10       |
| Finalista | 5.  | 06 de novembro de 2015 | Guaiaquil, Equador              | Saibro     | Gastão Elias        | Guillermo Durán Andrés Molteni            | 3–6, 4–6             |
| Campeão   | 1.  | 23 de abril de 2016    | São Paulo (cidade), Brasil      | Saibro     | Caio Zampieri       | José Pereira (tenista) Alexandre Tsuchiya | 6–4, 7-6(7-3)        |
| Campeão   | 2.  | 21 de maio de 2016     | Mestre, Itália                  | Saibro     | Caio Zampieri       | Kevin Krawletz Dino Marcan                | 7-6(7-3), 4–6, 12–10 |
| Finalista | 6.  | 28 de maio de 2016     | Vicenza, Itália                 | Saibro     | Gastão Elias        | Andrey Golubev Nikola Mektic              | 3–6, 3–6             |
| Finalista | 7.  | 18 de junho de 2016    | Perúgia, Itália                 | Saibro     | Nicolás Barrientos  | Andrés Molteni Rogério Dutra Silva        | 5–7, 3–6             |
| Campeão   | 3.  | 09 de julho de 2016    | Todi, Itália                    | Saibro     | Marcelo Demoliner   | Salvatore Caruso Alessandro Giannessi     | 6–1, 3–6, 10-5       |
| Finalista | 8.  | 03 de setembro de 2016 | Curitiba, Brasil                | Saibro     | André Ghem          | Rubén Ramírez Hidalgo Pere Riba           | 7-6(7-3), 4–6, 7–10  |
| Finalista | 9.  | 24 de setembro de 2016 | Santos, Brasil                  | Saibro     | Rogério Dutra Silva | Sergio Galdós Máximo González             | 3–6, 7–5, 12-14      |
| Finalista | 10. | 24 de junho de 2017    | Blois, França                   | Saibro     | Máximo González     | Sander Gille Joran Vliegen                | 6–3, 3–6, 7-10       |
| Campeão   | 4.  | 07 de julho de 2017    | Marburgo, Alemanha              | Saibro     | Máximo González     | Rameez Junaid Ruan Roelofse               | 6-3, 7-6(7-4)        |
| Finalista | 11. | 15 de julho de 2017    | Perúgia, Itália                 | Saibro     | Nicolás Kicker      | Salvatore Caruso Jonathan Eysseric        | 3–6, 3–6             |
| Campeão   | 5.  | 07 de outubro de 2017  | Campinas, Brasil                | Saibro     | Máximo González     | José Pereira (tenista) Gastão Elias       | 6-1, 6–1             |
| Finalista | 12. | 14 de setembro de 2017 | Buenos Aires, Argentina         | Saibro     | Máximo González     | Ariel Behar Fabiano de Paula              | 6-7(3-7), 7–5, 8-10  |
| Finalista | 13. | 20 de setembro de 2017 | Cáli, Colômbia                  | Saibro     | Sergio Galdós       | Marcelo Arevalo Miguel Angel Reyes Varela | 3–6, 4–6             |
| Campeão   | 6.  | 25 de novembro de 2017 | Rio de Janeiro (cidade), Brasil | Saibro     | Máximo González     | Marcelo Arevalo Miguel Angel Reyes Varela | 5-7, 6-4, 10-4       |